# Dan Tudosa
Pas d'image ? Cliquez ici

a Compétitions nationales et continentales officielles uniquement.

b Matchs officiels uniquement.
Dernière mise à jour le 3 février 2024.
Dan Tudosa, né le 19 mars 1975 à Bucarest (Roumanie), est un joueur de rugby à XV roumain. Il joue avec l'équipe de Roumanie entre 1999 et 2003, évoluant au poste de pilier (1,83 m pour 109 kg).

## Biographie
Dan Tudosa obtient sept sélections avec la Roumanie de 1999 à 2003. Il dispute son 1er test match le 28 août 1999 contre l'équipe d'Écosse.
En 2003, il doit participer à la Coupe du monde en Australie, mais est finalement contraint de déclarer forfait sur blessure.

## Palmarès
- Champion de Roumanie en 1999